# Krebsbutter
Krebsbutter (Beurre d’ecrevisse) ist eine Mischung aus Butter und zerstoßenen Schalen von Krebsen. Sie dient vor allem zur Verfeinerung von Gerichten auf Basis von Fischen und Meeresfrüchten.
Auf traditionelle Weise wird Krebsbutter hergestellt, indem zuerst die Schalen gekochter Krebse sehr fein zermörsert und mit etwa dem gleichen Gewichtsanteil Butter vermischt erhitzt werden, bis die Butter aufschäumt. Anschließend wird die Mischung durch ein Sieb in einen Topf mit Wasser gegeben und nach dem vollständigen Erkalten die fest gewordene Krebsbutter abgehoben. Nach moderneren Rezepten wird auf das Erhitzen verzichtet und die kalte Krebs-Butter-Mischung direkt durch ein Haarsieb gestrichen.
Krebsbutter ist auch als Handelsware erhältlich. In der klassischen Küche ist sie eine wichtige Zutat der Sauce Nantua.